# عبد الحميد الجندي
عبد الحميد الجندي (28 مارس 1936 - 30 يوليو 2001) رياضي وممثل مصري وُلد في حي الدرب الأحمر بالقاهرة. قام بتأسيس الاتحاد المصري لكمال الأجسام عام 1972 و شغل منصب رئيس الاتحاد لفترات متفرقة حتى عام 1993. شارك في السينما لمرة واحدة في فيلم (عاشور قلب الأسد) عام 1961.

## حياته
تخرج في كلية الهندسة في جامعة القاهرة عام 1961، حصل على بكالوريوس العلوم العسكرية بعدما التحق بسلاح المهندسين بالقوات المسلحة.

## البطولات
فاز بعدة بطولات محلية وعالمية من أهمها:
- بطولة المدارس في رياضة الجمباز عام 1954.
- بطولة الجامعات في المصارعة ورفع الأثقال وكمال الأجسام لمدة خمس سنوات متتالية
- بطولة القاهرة في رفع الأثقال وبطولة الجمهورية في كمال الأجسام منذ عام 1957 و حتى عام 1971 علي التوالي
- أول مصري يفوز بالمركز الأول في بطولة العالم في كمال الأجسام مرتين متتاليتين: مستر يونيفرس عام 1963 في لندن وعام 1964 في باريس وحصل على المركز الثاني أعوام 1959 و 1961 و 1964.